# Мы из Кронштадта
«Мы из Кроншта́дта» — художественный фильм, поставленный в 1936 году режиссёром Е. Дзиганом по сценарию и одноимённой пьесе Всеволода Вишневского о мужестве балтийских моряков.

## Сюжет
В фильме описываются события октября 1919 года. Белогвардейцы из формирований Юденича осаждают Петроград. На помощь пехотинцам, обороняющим город, в Кронштадте организуется экспедиционный отряд матросов. Группа моряков из этого отряда попадает в плен и гибнет. Спастись удается только одному матросу Артёму Балашову. В Кронштадте ему предлагают возглавить новый десант моряков.
В этом фильме показана комичная сцена, характеризующая жителей Псковщины, которые и без того в народе наделены, — что совершенно незаслуженно, — негативными качествами: тщедушный маленький солдатик-белогвардеец, высовываясь из окопа, в зависимости от обстоятельств, то срывает с плеч погоны, то прилаживает их, и мелко крестясь и дрожа от страха, приговаривает: «Мы — пскопские, мы — пскопские».
Также в картине есть фрагмент о такой негативной психологической характеристике, как танкобоязнь у пехоты.
Существует заблуждение, что именно в этом фильме впервые прозвучала фраза «Нас мало, но мы в тельняшках!», ставшая позднее известной поговоркой, но на самом деле этой фразы в фильме нет.

## Подготовительный период и съёмки
Ещё на этапе создания сценария Вишневский с Дзиганом выезжали на Балтийский флот, общались с моряками и участниками событий, знакомились с письмами, фольклором моряков, в Ленинграде изучали материалы Центрального военно-морского музея. Впоследствии это помогло достичь максимальной достоверности в выборе натуре, гриме и костюмах.
Сценарий подвергался критике и был отвергнут после читки в Союзе писателей. Протекцию для запуска в производство дал нарком обороны Климент Ефремович Ворошилов.
Съёмки начинали на Балтике, в Кронштадте, но из-за плохих погодных условий перенесли в Крым.
В эпизоде казни моряков сценарием предполагалась кинометафора — показать в склейке свободно парящих чаек. Но режиссёр решил объединить эти кадры, и директору картины пришлось отлавливать и специальным образом выпускать в кадр с актёрами птиц.

## В ролях
- Григорий Бушуев — матрос Артём Балашов
- Василий Зайчиков — комиссар Мартынов
- Николай Ивакин — красноармеец
- Олег Жаков — командир стрелкового полка
- Раиса Есипова — жена командира
- Пётр Кириллов — матрос Валентин Беспрозванный
- Эрнст Гунн — матрос Антон Карабаш
- Миша Гуриненко — юнга
- Фёдор Селезнёв — солдат белой армии
- Пётр Соболевский — фон Виттен

## Съёмочная группа
- Режиссёр — Е. Дзиган
- Директор картины — Леонид Хмара
- Директор картины (восстановление) — А. Е. Алексеев
- Сорежиссёр — Г. Берёзко
- Оператор — Н. Наумов-Страж
- Автор сценария — Вс. Вишневский
- Второй оператор — Я. Берлинер
- Художник — В. Егоров
- Киностудия — Мосфильм

## Награды
- Высшая премия на Международной выставке в Париже, Франция. (1937)
- Сталинская премия II степени — Дзигану Е. Л., Покрассу Д. Я. (1941)
- Орден Трудового Красного Знамени (01.04.1938) — Г. М. Бушуеву за роль Балашова

## Влияние
Страшный эпизод массового потопления матросов белогвардейцами цитирует в концовке своего фильма «Пайза» итальянский режиссёр Роберто Росселлини.

## Видео
На видеокассетах фильм выпущен дистрибьютором «Формат А», а на DVD — «Восток В» и «Мастер Тэйп».